# Clarice de Durisio

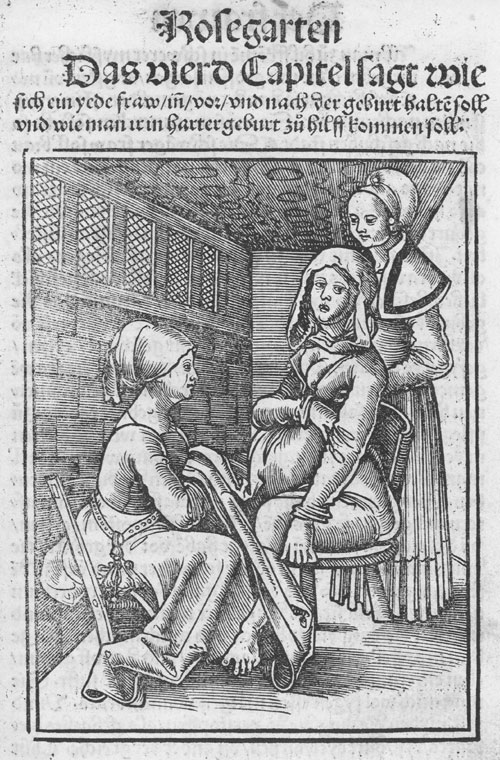
Dibuix d'un part, s. XV aprox.

Clarice de Durisio da Foggia fou una metgessa i cirurgiana italiana, nascuda i morta al s. XV.
No n'hi ha massa dades de la seua vida: fou educada a la Universitat de Salern, i pertanyia a la minoria d'estudiantes femenines del seu temps.
S'especialitzà en les malalties oculars i només tractava pacients dones.